# Iraceminha
Iraceminha este un oraș în Santa Catarina (SC), Brazilia.